# Frozen (Madonna)
"Frozen" is een nummer van de Amerikaanse zangeres Madonna. Het is afkomstig van haar album Ray of Light uit 1998. Het nummer werd op 23 januari dat jaar op single uitgebracht. Het nummer is geschreven door Madonna en Patrick Leonard en werd geproduceerd door Madonna, William Orbit en Leonard.

## Achtergrond
Frozen was een grote verandering voor Madonna. De sterke baslijn, oosterse strijkers en het nieuwe stemgebruik waren vooraf onbekend terrein voor haar. De bijbehorende video werd opgenomen in de Mojavewoestijn in Californië. Haar handen waren voorzien met mehndi- en Om-symbolen.
Het nummer sloeg aan en wordt beschouwd als een van haar betere singles. Het wereldwijde succes maakte het tot een van Madonna's grootste hits ooit.
In Spanje, Griekenland, Italië,  Finland, Hongarije, Costa Rica en Honduras werd de nummer 1-positie bereikt.
In Madonna's thuisland de VS behaalde de single de 2e positie in de Billboard Hot 100. In Canada werd eveneens de 2e positie bereikt, evenals in de Eurochart Hot 100. In Australië en de Nieuw-Zeelandse Recorded Music NZ werd de 5e positie bereikt, in Ierland de 4e en in het Verenigd Koninkrijk de nummer 1-positie in de UK Singles Chart.
In Nederland was de single in week 9 van 1998 Alarmschijf op Radio 538 en werd een gigantische hit. De single bereikte de 2e positie in zowel de Nederlandse Top 40 op Radio 538 als de publieke hitlijst; de Mega Top 100 op Radio 3FM.
In België bereikte de single de 3e positie in zowel de Vlaamse Ultratop 50 als de Vlaamse Radio 2 Top 30. In de Waalse Ultratop 50 werd de 2e positie bereikt.
"Frozen" betekende ook het begin van een serie remixen die gemaakt werden van het Ray of Light-materiaal. Madonna werkte voor het eerst samen met Victor Calderone, die daarna voor de meeste singles van Madonna een remix maakte. Zijn clubmix van "Frozen" is een favoriet van veel fans. Hetzelfde geldt voor de remix die gemaakt werd door de Stereo MC's. Hun remix werd door Madonna gebruikt tijdens haar Drowned World Tour in 2001.
Sinds de editie van december 2005 staat de plaat genoteerd in de jaarlijkse Top 2000 van de Nederlandse publieke radiozender NPO Radio 2, met als hoogste notering een 477e positie in 2012.

### Plagiaatveroordeling
Op 18 november 2005 besloot een Belgische rechter in Bergen dat Madonna's nummer "Frozen" plagiaat was. Volgens de rechter is Frozen plagiaat, omdat vier maten van het lied identiek zijn aan "Ma vie fout le camp" door Salvatore Acquaviva uit Moeskroen. De rechter besloot dat alle nog beschikbare cd's teruggehaald moesten worden en dat de single niet langer gedraaid mocht worden op de Belgische televisie en radiozenders. Warner Music, EMI en Sony moesten de uitspraak bovendien binnen vijftien dagen verspreiden onder al haar afnemers, anders zou er een boete van € 125.000 betaald moeten worden. Warner is in beroep gegaan tegen de uitspraak. Frozen werd weggelaten uit de Belgische uitgave van het compilatiealbum Celebration.
Ondanks het verbod zong Madonna, onder luid applaus van het publiek, een danceremix van Frozen tijdens haar 2009 Sticky & Sweet tour in Werchter.
Op maandag 3 februari 2014 werd beslist door het hof van beroep in Bergen dat Madonna Salvatore Acquaviva niet plagieerde.

## Vroegtijdig uitlekken
"Frozen" was een van de eerste nummers dat meer dan een maand voor de officiële release al op internet stond. Een inmiddels gesloten website uit Singapore bood een wave-bestand van lage kwaliteit als download aan, met als gevolg een hysterie onder fans en vooral Warner Music, die aanbieders dreigde aan te klagen.

## NPO Radio 2 Top 2000
| Nummer met noteringen in de NPO Radio 2 Top 2000 | '05 | '06 | '07 | '08 | '09 | '10 | '11 | '12 | '13 | '14 | '15 | '16 | '17 | '18 | '19  | '20  | '21  | '22  | '23  | '24  |
| ------------------------------------------------ | --- | --- | --- | --- | --- | --- | --- | --- | --- | --- | --- | --- | --- | --- | ---- | ---- | ---- | ---- | ---- | ---- |
| Frozen                                           | 523 | 536 | 808 | 927 | 506 | 594 | 579 | 477 | 589 | 622 | 693 | 808 | 879 | 790 | 1095 | 1253 | 1303 | 1327 | 1199 | 1411 |

1. ↑  Een vetgedrukt getal geeft de hoogste notering aan.
2. ↑  2005 was het eerste jaar met een notering voor dit nummer.

## Covers
Op 9 december 2022 verscheen cover van Frozen, uitgevoerd door de Noorse band Mortemia en zangeres Federica Lanna.